# 全国高等学校バスケットボール選手権大会
全国高等学校バスケットボール選手権大会（ぜんこくこうとうがっこうバスケットボールせんしゅけんたいかい、通称「ウインターカップ」）は、毎年年末に行われる日本の高校バスケットボールの選手権大会である。この全国高等学校バスケットボール選手権大会（旧称：全国高等学校バスケットボール選抜優勝大会）は、全国高等学校総合体育大会バスケットボール競技大会・国民体育大会バスケットボール競技と並ぶ最重要大会として認知されている。

## 概要

### 歴史
1948年にこの大会の前身となる（旧）全国高等学校バスケットボール選手権大会が国体競技として開催。1951年に国体から分離され1963年にインターハイが開始されるとインターハイ内の一競技となり2016年までこの大会が全国高等学校バスケットボール選手権大会を兼ねていた（元号○○年全国高等学校総合体育大会バスケットボール競技大会兼第○○回全国高等学校バスケットボール選手権大会）。
1971年にこの大会のもうひとつの前身となる全国高等学校バスケットボール選抜優勝大会が開始され、以後1988年まで毎年3月に代々木第二体育館をメイン会場とする首都圏各地で毎年3月に開催されていた。当時テレビ中継していたテレビ朝日の編成上の都合などにより1988年より12月開催へと移行した。12月開催になった事により高校3年生に出場資格がある最後の大会となり、さらに「ウインターカップ」という愛称で呼ばれるようになった。1994年の第25回より東京体育館が会場として使用され始める。諸事情により1988年春開催の第18回大会（神戸市）や2012年開催の第43回大会（広島市）など東京以外で開催した年もあるが基本的には東京都内で開催していた。
長年に渡って夏の（旧）選手権大会（インターハイ）、秋の国体バスケ少年の部、年末の選抜優勝大会（ウインターカップ）が高校バスケの主な全国大会であったが日本バスケットボール協会の方針転換により2017年度より以下の変更がなされる事になった。
- 年末開催の選抜優勝大会を廃止とする。
- 代替措置として（旧）選手権大会をインターハイから分離して年末開催とする。選抜優勝大会の開催に関与した各団体が年末開催となった（新）選手権大会にも関与する。

このような方針が示され、2017年度より実施されている。これにより新たに誕生したのが当大会である。このような経緯から大会の回数は（旧）選手権大会のものを受け継いでいるが大会の愛称「ウインターカップ」と出場・優勝回数は選抜優勝大会のものを受け継いでいる。またこの改革により当大会が名実ともに高校バスケ界の最高峰の大会となった。なお2018年度と19年度は東京体育館が改修のため18年度は武蔵野の森総合スポーツプラザで代替開催され、ソフトバンクが特別協賛し「SoftBank ウインターカップ2018」として行われた。第72回大会より、前回大会まで開催されていた3位決定戦の実施はなくなった。

### 出場校
各都道府県大会の優勝校（開催地は2枠）およびインターハイ優勝・準優勝校が出場する。さらに第72回大会より各ブロック選手権の優勝所属都道府県 が1枠（関東のみ準優勝所属都県を加えた2枠）増枠されて60校で行われる。また第74回大会よりインターハイ優勝・準優勝校に出場を付与するものから、チームが所属する当該都道府県に出場枠を付与することと公式ページにて明記され、優勝または準優勝をしたチームであっても予選免除されることはなく、優勝枠と準優勝枠で出場するには予選を優勝しなければならなくなった。

### 大会要項
- 主催：日本バスケットボール協会
- 共催：全国高等学校体育連盟
- 後援：スポーツ庁・テレビ朝日
- 主管：開催地バスケットボール協会・全国高等学校体育連盟バスケットボール部・開催地高等学校体育連盟バスケットボール専門部
- 特別協賛:ソフトバンク
- 特別協力:朝日新聞社、日刊スポーツ新聞社

大会の優勝校には高松宮記念杯・同妃記念杯、高体連・JBAよりプレート、ウインターカップ、協会杯、全国高体連バスケットボール部杯、朝日新聞社杯、日刊スポーツ新聞社杯、ウイニングボールなどが授与。

### テレビ中継
- 前身の選抜大会に引き続きJ SPORTSで1回戦から決勝までの全試合を放送。出場校が増えた第72回大会からはサブ会場の試合のみ録画中継する。
- 選抜大会から引き続き、2017年の第70回大会まではBSフジで男女決勝を生中継していたが[6]、2018年の第71回大会からはテレビ朝日が応援番組として「熱冬～高校バスケ WINTERCUP2018～」と男子決勝と大会ダイジェストを関東ローカルで放送。さらにBS朝日では女子決勝を録画で、男子決勝を生中継。2019年の第72回大会からは前述に加えてテレビ朝日系全国ネットで男子決勝を生中継で放送。同大会を地上波全国ネットで放送されるのは選抜大会時代の2003年の第34回大会でテレビ東京が中継して以来16年ぶり、テレビ朝日系列では2001年の第32回大会以来となる。
- 2023年の第76回大会からはBSJapanextでも男子準決勝、女子準決勝を生中継した。
- さらに冠スポンサーであるソフトバンクが運営するバスケットLIVE（2018年から）・スポーツナビ（2019年）で全試合配信[7][8]、過去には、スポナビライブ（現・DAZN。2017年）で全試合[9]、AbemaTV（2018年）で注目試合と男女決勝を配信していた。

### 抽選方法
- 第75回大会から抽選方法が一部変更し「開催都道府県チームについては特別考慮すること」が明記、第8シードまでに開催都道府県が入っていない場合は第1代表をトーナメント番号の8・23・38・53番に抽選、 第2代表を12・13・18・19・42・43・48・49番に抽選していれるものとされた。(例:東京都で開催の場合東京都の予選成績上位2チームが適用される)

- 北海道から九州までのブロック1位（関東ブロックは1・2位）の都道府県の抽選はフリー抽選となり、都道府県第1代表及び第2代表は2チームを対抗する(左右の)山に分けるものとし、出場が2チーム以上の場合は4分割に分けて入れる。各ブロック内での抽選順は出場チームの多い都道府県から行うものと明記された。[10]

## 日程
平年、12月23日から29日の日程が組まれている。なお開幕前日に開催される開会式は一般非公開だったが、第77回大会からは開会式にも一般客をいれ、開会式の様子もライブ中継された。
- 12月23日 - 男女1回戦
- 12月24日 - 女子2回戦・男子1回戦
- 12月25日 - 女子3回戦・男子2回戦
- 12月26日 - 女子準々決勝・男子3回戦
- 12月27日 - 女子準決勝・男子準々決勝
- 12月28日 - 女子決勝・男子準決勝
- 12月29日 - 男子決勝・閉会式

## 歴代記録

### 男子
| 回                                       | 年度                                     | 会場                                     | 優勝校                                   | 決勝                                     | 準優勝校                                 | 3位校                                    | 3位校                                    |
| 全国高等学校バスケットボール選抜優勝大会 | 全国高等学校バスケットボール選抜優勝大会 | 全国高等学校バスケットボール選抜優勝大会 | 全国高等学校バスケットボール選抜優勝大会 | 全国高等学校バスケットボール選抜優勝大会 | 全国高等学校バスケットボール選抜優勝大会 | 全国高等学校バスケットボール選抜優勝大会 | 全国高等学校バスケットボール選抜優勝大会 |
| ---------------------------------------- | ---------------------------------------- | ---------------------------------------- | ---------------------------------------- | ---------------------------------------- | ---------------------------------------- | ---------------------------------------- | ---------------------------------------- |
| 1                                        | 1971                                     | 東京都                                   | 明治大学付属中野(東京都) (初優勝)        | 83 - 70                                  | 京北(東京都)                             | 能代工業(秋田県)                         | 相模工業大学附属(神奈川県)               |
| 回                                       | 年度                                     | 会場                                     | 優勝校                                   | 決勝                                     | 準優勝校                                 | 3位校                                    | 4位校                                    |
| 2                                        | 1972                                     | 東京都                                   | 中央大学附属(東京都) (初優勝)            | 72 - 71                                  | 能代工業(秋田県)                         | 明治大学付属中野(東京都)                 | 京北(東京都)                             |
| 3                                        | 1973                                     | 東京都                                   | 広島商業(広島県) (初優勝)                | 63 - 55                                  | 岐阜農林(岐阜県)                         | 中央大学附属(東京都)                     | 相模工業大学附属(神奈川県)               |
| 4                                        | 1974                                     | 東京都                                   | 能代工業(秋田県) (初優勝)                | 78 - 73                                  | 早稲田実業(東京都)                       | 京北(東京都)                             | 石川県立工業(石川県)                     |
| 5                                        | 1975                                     | 東京都                                   | 能代工業(秋田県) (2年連続2回目)          | 100 - 58                                 | 福岡大学附属大濠(福岡県)                 | 土浦日本大学(茨城県)                     | 洛南(京都府)                             |
| 6                                        | 1976                                     | 東京都                                   | 能代工業(秋田県) (3年連続3回目)          | 65 - 47                                  | 土浦日本大学(茨城県)                     | 明治大学付属中野(東京都)                 | 京北(東京都)                             |
| 7                                        | 1977                                     | 東京都                                   | 土浦日本大学(茨城県) (初優勝)            | 66 - 65                                  | 京北(東京都)                             | 明治大学付属中野(東京都)                 | 弘前実業(青森県)                         |
| 8                                        | 1978                                     | 東京都                                   | 京北(東京都) (初優勝)                    | 76 - 67                                  | 岐阜農林(岐阜県)                         | 福岡大学附属大濠(福岡県)                 | 高松商業(香川県)                         |
| 9                                        | 1979                                     | 東京都                                   | 能代工業(秋田県) (3年ぶり4回目)          | 115 - 70                                 | 弘前実業(青森県)                         | 福岡大学附属大濠(福岡県)                 | 岐阜農林(岐阜県)                         |
| 10                                       | 1980                                     | 東京都                                   | 能代工業(秋田県) (2年連続5回目)          | 82 - 78                                  | 福岡大学附属大濠(福岡県)                 | 岐阜農林(岐阜県)                         | 弘前実業(青森県)                         |
| 11                                       | 1981                                     | 東京都                                   | 能代工業(秋田県) (3年連続6回目)          | 84 - 48                                  | 日本大学山形(山形県)                     | 京北(東京都)                             | 東海大学付属浦安(千葉県)                 |
| 12                                       | 1982                                     | 東京都                                   | 日本大学山形(山形県) (初優勝)            | 79 - 69                                  | 能代工業(秋田県)                         | 相模工業大学附附(神奈川県)               | 名古屋電気(愛知県)                       |
| 13                                       | 1983                                     | 東京都                                   | 能代工業(秋田県) (2年ぶり7回目)          | 72 - 71 (OT)                             | 北陸(福井県)                             | 京北(東京都)                             | 日本大学豊山(東京都)                     |
| 14                                       | 1984                                     | 東京都                                   | 京北(東京都) (6年ぶり2回目)              | 83 - 49                                  | 能代工業(秋田県)                         | 福岡大学附属大濠(福岡県)                 | 埼玉栄(埼玉県)                           |
| 15                                       | 1985                                     | 東京都                                   | 能代工業(秋田県) (2年ぶり8回目)          | 102 - 61                                 | 京北(東京都)                             | 岐阜農林(岐阜県)                         | 福岡大学附属大濠(福岡県)                 |
| 16                                       | 1986                                     | 東京都                                   | 福岡大学附属大濠(福岡県) (初優勝)        | 92 - 67                                  | 興南(沖縄県)                             | 京北(東京都)                             | 洛南(京都府)                             |
| 17                                       | 1987                                     | 東京都                                   | 能代工業(秋田県) (2年ぶり9回目)          | 76 - 71                                  | 北陸(福井県)                             | 市立船橋(千葉県)                         | 九州産業大学付属九州(福岡県)             |
| 18                                       | 1988                                     | 兵庫県                                   | 能代工業(秋田県) (2年連続10回目)         | 75 - 67                                  | 北陸(福井県)                             | 新潟工業(新潟県)                         | 仙台第二(宮城県)                         |
| 19                                       | 1988                                     | 東京都                                   | 能代工業(秋田県) (3年連続11回目)         | 76 - 67                                  | 北陸(福井県)                             | 市立船橋(千葉県)                         | 愛知工業大学名電(愛知県)                 |
| 20                                       | 1989                                     | 東京都                                   | 愛知工業大学名電(愛知県) (初優勝)        | 61 - 55                                  | 能代工業(秋田県)                         | 相模工業大学附属(神奈川県)               | 福岡大学附属大濠(福岡県)                 |
| 21                                       | 1990                                     | 東京都                                   | 能代工業(秋田県) (2年ぶり12回目)         | 92 - 73                                  | 土浦日本大学(茨城県)                     | 福岡大学附属大濠(福岡県)                 | 洛南(京都府)                             |
| 22                                       | 1991                                     | 東京都                                   | 能代工業(秋田県) (2年連続13回目)         | 114 - 64                                 | 初芝(大阪府)                             | 仙台(宮城県)                             | 北陸(福井県)                             |
| 23                                       | 1992                                     | 東京都                                   | 愛知工業大学名電(愛知県) (3年ぶり2回目)  | 72 - 69                                  | 土浦日本大学(茨城県)                     | 能代工業(秋田県)                         | 福岡大学附属大濠(福岡県)                 |
| 24                                       | 1993                                     | 東京都                                   | 福岡大学附属大濠(福岡県) (8年ぶり2回目)  | 79 - 74                                  | 土浦日本大学(茨城県)                     | 能代工業(秋田県)                         | 仙台(宮城県)                             |
| 25                                       | 1994                                     | 東京都                                   | 大商学園(大阪府) (初優勝)                | 52 - 48                                  | 國學院大學久我山(東京都)                 | 土浦日本大学(茨城県)                     | 能代工業(秋田県)                         |
| 26                                       | 1995                                     | 東京都                                   | 能代工業(秋田県) (4年ぶり14回目)         | 84 - 71                                  | 仙台(宮城県)                             | 洛南(京都府)                             | 愛知工業大学名電(愛知県)                 |
| 27                                       | 1996                                     | 東京都                                   | 能代工業(秋田県) (2年連続15回目)         | 111 - 88                                 | 福島工業(福島県)                         | 洛南(京都府)                             | 仙台(宮城県)                             |
| 28                                       | 1997                                     | 東京都                                   | 能代工業(秋田県) (3年連続16回目)         | 134 - 77                                 | 山形南(山形県)                           | 仙台(宮城県)                             | 洛南(京都府)                             |
| 29                                       | 1998                                     | 東京都                                   | 能代工業(秋田県) (4年連続17回目)         | 98 - 76                                  | 市立船橋(千葉県)                         | 仙台(宮城県)                             | 小林(宮崎県)                             |
| 30                                       | 1999                                     | 東京都                                   | 仙台(宮城県) (初優勝)                    | 72 - 60                                  | 小林(宮崎県)                             | 世田谷学園(東京都)                       | 東住吉工業(大阪府)                       |
| 31                                       | 2000                                     | 東京都                                   | 仙台(宮城県) (2年連続2回目)              | 99 - 66                                  | 小林(宮崎県)                             | 北陸(福井県)                             | 東住吉工業(大阪府)                       |
| 32                                       | 2001                                     | 東京都                                   | 能代工業(秋田県) (3年ぶり18回目)         | 90 - 78                                  | 福岡大学附属大濠(福岡県)                 | 洛南(京都府)                             | 土浦日本大学(茨城県)                     |
| 33                                       | 2002                                     | 東京都                                   | 洛南(京都府) (初優勝)                    | 61 - 59                                  | 北陸(福井県)                             | 能代工業(秋田県)                         | 福岡大学附属大濠(福岡県)                 |
| 34                                       | 2003                                     | 東京都                                   | 能代工業(秋田県) (2年ぶり19回目)         | 86 - 75                                  | 福岡大学附属大濠(福岡県)                 | 洛南(京都府)                             | 延岡学園(宮崎県)                         |
| 35                                       | 2004                                     | 東京都                                   | 能代工業(秋田県) (2年連続20回目)         | 93 - 87                                  | 北陸(福井県)                             | 洛南(京都府)                             | 新潟商業(新潟県)                         |
| 36                                       | 2005                                     | 東京都                                   | 福岡第一(福岡県) (初優勝)                | 76 - 64                                  | 延岡学園(宮崎県)                         | 洛南(京都府)                             | 市立船橋(千葉県)                         |
| 37                                       | 2006                                     | 東京都                                   | 洛南(京都府) (4年ぶり2回目)              | 104 - 82                                 | 北陸(福井県)                             | 福岡大学附属大濠(福岡県)                 | 八王子(東京都)                           |
| 38                                       | 2007                                     | 東京都                                   | 洛南(京都府) (2年連続3回目)              | 78 - 73                                  | 福岡第一(福岡県)                         | 能代工業(秋田県)                         | 明成(宮城県)                             |
| 39                                       | 2008                                     | 東京都                                   | 洛南(京都府) (3年連続4回目)              | 73 - 71                                  | 福岡第一(福岡県)                         | 延岡学園(宮崎県)                         | 八王子(東京都)                           |
| 40                                       | 2009                                     | 東京都                                   | 明成(宮城県) (初優勝)                    | 69 - 56                                  | 福岡第一(福岡県)                         | 福岡大学附属大濠(福岡県)                 | 北陸(福井県)                             |
| 41                                       | 2010                                     | 東京都                                   | 北陸(福井県) (初優勝)                    | 68 - 60                                  | 福岡第一(福岡県)                         | 京北(東京都)                             | 市立船橋(千葉県)                         |
| 42                                       | 2011                                     | 東京都                                   | 延岡学園(宮崎県) (初優勝)                | 88 - 55                                  | 尽誠学園(香川県)                         | 沼津中央(静岡県)                         | 福岡大学附属大濠(福岡県)                 |
| 43                                       | 2012                                     | 広島県                                   | 延岡学園(宮崎県) (2年連続2回目)          | 68 - 66                                  | 尽誠学園(香川県)                         | 洛南(京都府)                             | 北陸(福井県)                             |
| 44                                       | 2013                                     | 東京都                                   | 明成(宮城県) (4年ぶり2回目)              | 92 - 78                                  | 福岡大学附属大濠(福岡県)                 | 京北(東京都)                             | 藤枝明誠(静岡県)                         |
| 45                                       | 2014                                     | 東京都                                   | 明成(宮城県) (2年連続3回目)              | 71 - 69                                  | 福岡大学附属大濠(福岡県)                 | 市立船橋(千葉県)                         | 桜丘(愛知県)                             |
| 46                                       | 2015                                     | 東京都                                   | 明成(宮城県) (3年連続4回目)              | 78 - 73                                  | 土浦日本大学(茨城県)                     | 能代工業(秋田県)                         | 中部大学第一(愛知県)                     |
| 47                                       | 2016                                     | 東京都                                   | 福岡第一(福岡県) (11年ぶり2回目)         | 81 - 78                                  | 東山(京都府)                             | 北陸学院(石川県)                         | 帝京長岡(新潟県)                         |
| 全国高等学校バスケットボール選手権大会   |                                          |                                          |                                          |                                          |                                          |                                          |                                          |
| 回                                       | 年度                                     | 会場                                     | 優勝校                                   | 決勝                                     | 準優勝校                                 | 3位校                                    | 4位校                                    |
| 70                                       | 2017                                     | 東京都                                   | 明成(宮城県) (2年ぶり5回目)              | 79 - 72                                  | 福岡大学附属大濠(福岡県)                 | 帝京長岡(新潟県)                         | 福岡第一(福岡県)                         |
| 71                                       | 2018                                     | 東京都                                   | 福岡第一(福岡県) (2年ぶり3回目)          | 85 - 42                                  | 中部大学第一(愛知県)                     | 桜丘(愛知県)                             | 帝京長岡(新潟県)                         |
| 回                                       | 年度                                     | 会場                                     | 優勝校                                   | 決勝                                     | 準優勝校                                 | 3位校                                    | 3位校                                    |
| 72                                       | 2019                                     | 東京都                                   | 福岡第一(福岡県) (2年連続4回目)          | 75 - 68                                  | 福岡大学附属大濠(福岡県)                 | 東山(京都府)                             | 北陸(福井県)                             |
| 73                                       | 2020                                     | 東京都                                   | 仙台大学附属明成(宮城県) (3年ぶり6回目)  | 72 - 70                                  | 東山(京都府)                             | 北陸(福井県)                             | 洛南(京都府)                             |
| 74                                       | 2021                                     | 東京都                                   | 福岡大学附属大濠(福岡県) (28年ぶり3回目) | 59 - 56                                  | 帝京長岡(新潟県)                         | 仙台大学附属明成(宮城県)                 | 福岡第一(福岡県)                         |
| 75                                       | 2022                                     | 東京都                                   | 開志国際(新潟県) (初優勝)                | 88 - 71                                  | 福岡第一(福岡県)                         | 藤枝明誠(静岡県)                         | 中部大学第一(愛知県)                     |
| 76                                       | 2023                                     | 東京都                                   | 福岡第一(福岡県) (4年ぶり5回目)          | 63 - 53                                  | 福岡大学附属大濠(福岡県)                 | 藤枝明誠(静岡県)                         | 土浦日本大学(茨城県)                     |
| 77                                       | 2024                                     | 東京都                                   | 福岡大学附属大濠(福岡県) (3年ぶり4回目)  | 77 - 57                                  | 鳥取城北(鳥取県)                         | 東山(京都府)                             | 福岡第一(福岡県)                         |

### 女子
| 回                                       | 年度                                     | 会場                                     | 優勝校                                      | 決勝                                     | 準優勝校                                 | 3位校                                    | 3位校                                    |
| 全国高等学校バスケットボール選抜優勝大会 | 全国高等学校バスケットボール選抜優勝大会 | 全国高等学校バスケットボール選抜優勝大会 | 全国高等学校バスケットボール選抜優勝大会    | 全国高等学校バスケットボール選抜優勝大会 | 全国高等学校バスケットボール選抜優勝大会 | 全国高等学校バスケットボール選抜優勝大会 | 全国高等学校バスケットボール選抜優勝大会 |
| ---------------------------------------- | ---------------------------------------- | ---------------------------------------- | ------------------------------------------- | ---------------------------------------- | ---------------------------------------- | ---------------------------------------- | ---------------------------------------- |
| 1                                        | 1971                                     | 東京都                                   | 大曲(秋田県) (初優勝)                       | 52 - 44                                  | 鶴鳴女子(長崎県)                         | 名古屋女子商業(愛知県)                   | 大妻(東京都)                             |
| 回                                       | 年度                                     | 会場                                     | 優勝校                                      | 決勝                                     | 準優勝校                                 | 3位校                                    | 4位校                                    |
| 2                                        | 1972                                     | 東京都                                   | 鶴鳴女子(長崎県) (初優勝)                   | 89 - 49                                  | 大曲(秋田県)                             | 大妻(東京都)                             | 東京成徳(東京都)                         |
| 3                                        | 1973                                     | 東京都                                   | 津女子(三重) (初優勝)                       | 72 - 68                                  | 大曲(秋田県)                             | 鶴鳴女子(長崎県)                         | 大妻(東京都)                             |
| 4                                        | 1974                                     | 東京都                                   | 大妻(東京都) (初優勝)                       | 54 - 47                                  | 樟蔭東(大阪府)                           | 宇都宮女子商業(栃木県)                   | 角館南(秋田県)                           |
| 5                                        | 1975                                     | 東京都                                   | 樟蔭東(大阪府) (初優勝)                     | 57 - 51                                  | 大妻(東京都)                             | 昭和学院(千葉県)                         | 甲子園学院(兵庫県)                       |
| 6                                        | 1976                                     | 東京都                                   | 大妻(東京都) (2年ぶり2回目)                 | 79 - 53                                  | 市邨学園(愛知県)                         | 昭和学院(千葉県)                         | 秋田市立(秋田県)                         |
| 7                                        | 1977                                     | 東京都                                   | 樟蔭東(大阪府) (2年ぶり2回目)               | 53 - 51                                  | 明星学園(東京都)                         | 角館南(秋田県)                           | 大曲(秋田県)                             |
| 8                                        | 1978                                     | 東京都                                   | 小林(宮崎県) (初優勝)                       | 66 - 54                                  | 鶴鳴女子(長崎県)                         | 樟蔭東(大阪府)                           | 明星学園(東京都)                         |
| 9                                        | 1979                                     | 東京都                                   | 昭和学院(千葉県) (初優勝)                   | 72 - 71                                  | 東亜学園(東京都)                         | 小林(宮崎県)                             | 熊本女子(熊本県)                         |
| 10                                       | 1980                                     | 東京都                                   | 樟蔭東(大阪府) (3年ぶり3回目)               | 59 - 52                                  | 東亜学園(東京都)                         | 昭和学院(千葉県)                         | 宇都宮女子商業(栃木県)                   |
| 11                                       | 1981                                     | 東京都                                   | 東京成徳短期大学附属(東京都) (初優勝)       | 49 - 42                                  | 市邨学園(愛知県)                         | 夙川学院(兵庫県)                         | 樟蔭東(大阪府)                           |
| 12                                       | 1982                                     | 東京都                                   | 昭和学院(千葉県) (3年ぶり2回目)             | 67 - 63                                  | 市邨学園(愛知県)                         | 夙川学院(兵庫県)                         | 明星学園(東京都)                         |
| 13                                       | 1983                                     | 東京都                                   | 東京成徳短期大学附属(東京都) (2年ぶり2回目) | 83 - 65                                  | 昭和学院(千葉県)                         | 宇都宮女子商業(栃木県)                   | 中村学園女子(福岡県)                     |
| 14                                       | 1984                                     | 東京都                                   | 昭和学院(千葉県) (2年ぶり3回目)             | 66 - 64                                  | 甲子園学院(兵庫県)                       | 東京成徳短期大学附属(東京都)             | 湯沢北(秋田県)                           |
| 15                                       | 1985                                     | 東京都                                   | 東京成徳短期大学附属(東京都) (2年ぶり3回目) | 56 - 54 (OT)                             | 名古屋短期大学付属(愛知県)               | 甲子園学院(兵庫県)                       | 昭和学院(千葉県)                         |
| 16                                       | 1986                                     | 東京都                                   | 昭和学院(千葉県) (2年ぶり4回目)             | 56 - 49                                  | 明星学園(東京都)                         | 甲子園学院(兵庫県)                       | 薫英(大阪府)                             |
| 17                                       | 1987                                     | 東京都                                   | 昭和学院(千葉県) (2年連続5回目)             | 88 - 58                                  | 薫英(大阪府)                             | 名古屋短大付(愛知県)                     | 明星学園(東京都)                         |
| 18                                       | 1988                                     | 兵庫県                                   | 名古屋短期大学付属(愛知県) (初優勝)         | 86 - 61                                  | 星城(愛知県)                             | 富岡(神奈川県)                           | 市立沼津(静岡県)                         |
| 19                                       | 1988                                     | 東京都                                   | 名古屋短期大学付属(愛知県) (2年連続2回目)   | 75 - 67                                  | 明星学園(東京都)                         | 市立沼津(静岡県)                         | 富岡(神奈川県)                           |
| 20                                       | 1989                                     | 東京都                                   | 名古屋短期大学付属(愛知県) (3年連続3回目)   | 76 - 42                                  | 富岡(神奈川県)                           | 市立沼津(静岡県)                         | 甲子園学院(兵庫県)                       |
| 21                                       | 1990                                     | 東京都                                   | 名古屋短期大学付属(愛知県) (4年連続4回目)   | 66 - 53                                  | 中村学園女子(福岡県)                     | 東亜学園(東京都)                         | 小林(宮崎県)                             |
| 22                                       | 1991                                     | 東京都                                   | 中村学園女子(福岡県) (初優勝)               | 56 - 50                                  | 名古屋短期大学付属(愛知県)               | 東亜学園(東京都)                         | 鶴鳴女子(長崎県)                         |
| 23                                       | 1992                                     | 東京都                                   | 名古屋短期大学付属(愛知県) (2年ぶり5回目)   | 54 - 51 (OT)                             | 東亜学園(東京都)                         | 新居浜商業(愛媛県)                       | 明星学園(東京都)                         |
| 24                                       | 1993                                     | 東京都                                   | 名古屋短期大学付属(愛知県) (2年連続6回目)   | 61 - 35                                  | 三田尻女子(山口県)                       | 昭和学院(千葉県)                         | 聖和学園(宮城県)                         |
| 25                                       | 1994                                     | 東京都                                   | 名古屋短期大学付属(愛知県) (3年連続7回目)   | 49 - 48                                  | 純心女子(長崎県)                         | 市立沼津(静岡県)                         | 中村学園女子(福岡県)                     |
| 26                                       | 1995                                     | 東京都                                   | 中村学園女子(福岡県) (4年ぶり2回目)         | 52 - 47                                  | 樟蔭東(大阪府)                           | 津幡(石川県)                             | 市立沼津(静岡県)                         |
| 27                                       | 1996                                     | 東京都                                   | 名古屋短期大学付属(愛知県) (2年ぶり8回目)   | 75 - 56                                  | 甲子園学院(兵庫県)                       | 樟蔭東(大阪府)                           | 東京成徳短期大学附属(東京都)             |
| 28                                       | 1997                                     | 東京都                                   | 名古屋短期大学付属(愛知県) (2年連続9回目)   | 47 - 44                                  | 明星学園(東京都)                         | 実践学園(東京都)                         | 聖和学園(宮城県)                         |
| 29                                       | 1998                                     | 東京都                                   | 名古屋短期大学付属(愛知県) (3年連続10回目)  | 44 - 43                                  | 富岡(神奈川県)                           | 中村学園女子(福岡県)                     | 聖カタリナ女子(愛媛県)                   |
| 30                                       | 1999                                     | 東京都                                   | 桜花学園(愛知県) (4年連続11回目)            | 75 - 53                                  | 富岡(神奈川県)                           | 北中城(沖縄県)                           | 三田尻女子(山口県)                       |
| 31                                       | 2000                                     | 東京都                                   | 桜花学園(愛知県) (5年連続12回目)            | 92 - 57                                  | 大阪薫英女学院(大阪府)                   | 足羽(福井県)                             | 静岡商業(静岡県)                         |
| 32                                       | 2001                                     | 東京都                                   | 桜花学園(愛知県) (6年連続13回目)            | 72 - 59                                  | 丹原(愛媛県)                             | 富岡(神奈川県)                           | 熊本国府(熊本県)                         |
| 33                                       | 2002                                     | 東京都                                   | 常葉学園(静岡県) (初優勝)                   | 65 - 54                                  | 中村学園女子(福岡県)                     | 昭和学院(千葉県)                         | 聖カタリナ女子(愛媛県)                   |
| 34                                       | 2003                                     | 東京都                                   | 桜花学園(愛知県) (2年ぶり14回目)            | 108 - 75                                 | 東京成徳大学(東京都)                     | 長崎女子(長崎県)                         | 秋田経済法科大学附属(秋田県)             |
| 35                                       | 2004                                     | 東京都                                   | 金沢総合(神奈川県) (初優勝)                 | 83 - 76                                  | 桜花学園(愛知県)                         | 大阪薫英女学院(大阪府)                   | 聖カタリナ女子(愛媛県)                   |
| 36                                       | 2005                                     | 東京都                                   | 中村学園女子(福岡県) (10年ぶり3回目)        | 76 - 71                                  | 桜花学園(愛知県)                         | 札幌山の手(北海道)                       | 昭和学院(千葉県)                         |
| 37                                       | 2006                                     | 東京都                                   | 中村学園女子(福岡県) (2年連続4回目)         | 69 - 53                                  | 岐阜女子(岐阜県)                         | 倉敷翠松(岡山県)                         | 足羽(福井県)                             |
| 38                                       | 2007                                     | 東京都                                   | 桜花学園(愛知県) (4年ぶり15回目)            | 89 - 68                                  | 東京成徳大学(東京都)                     | 山形市立商業(山形県)                     | 聖カタリナ女子(愛媛県)                   |
| 39                                       | 2008                                     | 東京都                                   | 桜花学園(愛知県) (2年連続16回目)            | 88 - 74                                  | 東京成徳大学(東京都)                     | 山形市立商業(山形県)                     | 聖カタリナ女子(愛媛県)                   |
| 40                                       | 2009                                     | 東京都                                   | 桜花学園(愛知県) (3年連続17回目)            | 68 - 59                                  | 東京成徳大学(東京都)                     | 札幌山の手(北海道)                       | 山形市立商業(山形県)                     |
| 41                                       | 2010                                     | 東京都                                   | 札幌山の手(北海道) (初優勝)                 | 97 - 59                                  | 中村学園女子(福岡県)                     | 東京成徳大学(東京都)                     | 大阪薫英女学院(大阪府)                   |
| 42                                       | 2011                                     | 東京都                                   | 札幌山の手(北海道) (2年連続2回目)           | 80 - 73                                  | 山形市立商業(山形県)                     | 桜花学園(愛知県)                         | 岐阜女子(岐阜県)                         |
| 43                                       | 2012                                     | 広島県                                   | 桜花学園(愛知県) (3年ぶり18回目)            | 88 - 79                                  | 聖カタリナ女子(愛媛県)                   | 昭和学院(千葉県)                         | 山村学園(埼玉県)                         |
| 44                                       | 2013                                     | 東京都                                   | 桜花学園(愛知県) (2年連続19回目)            | 79 - 69                                  | 岐阜女子(岐阜県)                         | 聖カタリナ女子(愛媛県)                   | 昭和学院(千葉県)                         |
| 45                                       | 2014                                     | 東京都                                   | 桜花学園(愛知県) (3年連続20回目)            | 72 - 67                                  | 昭和学院(千葉県)                         | 聖カタリナ女子(愛媛県)                   | 安城学園(愛知県)                         |
| 46                                       | 2015                                     | 東京都                                   | 岐阜女子(岐阜県) (初優勝)                   | 54 - 49                                  | 桜花学園(愛知県)                         | 昭和学院(千葉県)                         | 聖カタリナ女子(愛媛県)                   |
| 47                                       | 2016                                     | 東京都                                   | 桜花学園(愛知県) (2年ぶり21回目)            | 67 - 65                                  | 岐阜女子(岐阜県)                         | 昭和学院(千葉県)                         | 大阪薫英女学院(大阪府)                   |
| 全国高等学校バスケットボール選手権大会   |                                          |                                          |                                             |                                          |                                          |                                          |                                          |
| 回                                       | 年度                                     | 会場                                     | 優勝校                                      | 決勝                                     | 準優勝校                                 | 3位校                                    | 4位校                                    |
| 70                                       | 2017                                     | 東京都                                   | 大阪桐蔭(大阪府) (初優勝)                   | 86 - 84 (2OT)                            | 安城学園(愛知県)                         | 桜花学園(愛知県)                         | 八雲学園(東京都)                         |
| 71                                       | 2018                                     | 東京都                                   | 岐阜女子(岐阜県) (3年ぶり2回目)             | 92 - 74                                  | 大阪薫英女学院(大阪府)                   | 昭和学院(千葉県)                         | 津幡(石川県)                             |
| 回                                       | 年度                                     | 会場                                     | 優勝校                                      | 決勝                                     | 準優勝校                                 | 3位校                                    | 3位校                                    |
| 72                                       | 2019                                     | 東京都                                   | 桜花学園(愛知県) (3年ぶり22回目)            | 72 - 67                                  | 岐阜女子(岐阜県)                         | 大阪薫英女学院(大阪府)                   | 京都精華学園(京都府)                     |
| 73                                       | 2020                                     | 東京都                                   | 桜花学園(愛知県) (2年連続23回目)            | 89 - 65                                  | 東京成徳大学(東京都)                     | 高知中央(高知県)                         | 札幌山の手(北海道)                       |
| 74                                       | 2021                                     | 東京都                                   | 桜花学園(愛知県) (3年連続24回目)            | 61 - 57                                  | 京都精華学園(京都府)                     | 昭和学院(千葉県)                         | 大阪薫英女学院(大阪府)                   |
| 75                                       | 2022                                     | 東京都                                   | 京都精華学園(京都府) (初優勝)               | 99 - 81                                  | 札幌山の手(北海道)                       | 東海大学付属福岡(福岡県)                 | 岐阜女子(岐阜県)                         |
| 76                                       | 2023                                     | 東京都                                   | 京都精華学園(京都府) (2年連続2回目)         | 63 - 59                                  | 岐阜女子(岐阜県)                         | 東海大学付属福岡(福岡県)                 | 札幌山の手(北海道)                       |
| 77                                       | 2024                                     | 東京都                                   | 京都精華学園(京都府) (3年連続3回目)         | 59 - 54                                  | 慶誠（熊本県）                           | 精華女子（福岡県）                       | 大阪薫英女学院（大阪府）                 |

## 感動大賞
第32回（2001年）からは日本文化出版「月刊バスケットボール」により「感動大賞」が創設されている。インターネット投票により大会を通じて最も印象に残ったチーム・個人を決めて表彰する制度である。男女それぞれ「Mr.ハイスクール」「Missハイスクール」の通称が付いている。受賞者は年明けの「月刊バスケットボール」誌上で発表される。
歴代感動大賞受賞者は以下の通り。
| 回 | 年度 | Mr.ハイスクール  | Mr.ハイスクール                    | Missハイスクール | Missハイスクール                   |
| 回 | 年度 | チーム           | 個人                               | チーム           | 個人                               |
| -- | ---- | ---------------- | ---------------------------------- | ---------------- | ---------------------------------- |
| 32 | 2001 | 能代工業         | 新井靖明(能代工業№7・3年)          | 桜花学園         | 河恩珠(桜花学園№12・3年)           |
| 33 | 2002 | 能代工業         | 北向由樹(能代工業№9・2年)          | 常葉学園         | 山田未来(常葉学園№4・3年)          |
| 34 | 2003 | 能代工業         | 竹野明倫(福岡大学附属大濠№4・3年)  | 東京成徳大学     | 吉田亜沙美(東京成徳大学№8・1年)    |
| 35 | 2004 | 能代工業         | 宮城徹(能代工業№4・3年)            | 金沢総合         | 藤吉佐緒里(中村学園女子№7・2年)    |
| 36 | 2005 | 洛南             | 神津祥平(洛南№5・3年)              | 中村学園女子     | 藤吉佐緒里(中村学園女子№7・3年)    |
| 37 | 2006 | 洛南             | 湊谷安玲久司朱(洛南№5・3年)        | 中村学園女子     | 森ムチャ(中村学園女子№10・3年)     |
| 38 | 2007 | 能代工業         | 高橋健太郎(能代工業№6・3年)        | 桜花学園         | 佐藤詩織(桜花学園№4・3年)          |
| 39 | 2008 | 洛南             | 比江島慎(洛南№5・3年)              | 東京成徳大学     | 間宮佑圭(東京成徳大学№4・3年)      |
| 40 | 2009 | 明成             | 畠山俊樹(明成№6・3年)              | 東京成徳大学     | 渡嘉敷来夢(桜花学園№15・3年)       |
| 41 | 2010 | 京北             | 皆川徹(京北№10・3年)               | 札幌山の手       | 町田瑠唯(札幌山の手№4・3年)        |
| 42 | 2011 | 京北             | 池田慶次郎(京北№5・3年)            | 札幌山の手       | 長岡萌映子(札幌山の手№15・3年)     |
| 43 | 2012 | 洛南             | 伊藤達哉(洛南№6・3年)              | 聖カタリナ女子   | 宮崎早織(聖カタリナ女子№12・2年)   |
| 44 | 2013 | 京北             | 新川敬大(京北№5・3年)              | 聖カタリナ女子   | 曽我部奈央(聖カタリナ女子№11・2年) |
| 45 | 2014 | 市立船橋         | 青木太一(市立船橋№7・3年)          | 聖カタリナ女子   | 曽我部奈央(聖カタリナ女子№5・3年)  |
| 46 | 2015 | 土浦日本大学     | 納見悠仁(明成№6・3年)              | 桜花学園         | 遠藤桐(桜花学園№4・3年)            |
| 47 | 2016 | 福岡第一         | 大倉颯太(北陸学院№12・2年)         | 桜花学園         | 赤木里帆(桜花学園№6・3年)          |
| 70 | 2017 | 飛龍             | 大倉颯太(北陸学院№2・3年)          | 大阪桐蔭         | 山本麻衣(桜花学園№4・3年)          |
| 71 | 2018 | 東海大学付属諏訪 | 古橋正義(福岡第一№10・3年)         | 八雲学園         | 奥山理々嘉(八雲学園№4・3年)        |
| 72 | 2019 | 東山             | 横地聖真(福岡大学附属大濠№14・3年) | 名古屋女子大学   | 高橋未来(京都精華学園№4・3年)      |
| 73 | 2020 | 北陸             | 太田誠(正智深谷№4・3年)            | 桜花学園         | 井上ひかる(高知中央№4・3年)        |
| 75 | 2022 | 東海大学付属諏訪 | 轟琉維(福岡第一№8・3年)            | 東海大学付属諏訪 | 横山智那美(桜花学園№4・3年)        |
| 76 | 2023 | 福岡第一         | 崎濱秀斗(福岡第一№17・3年)         | 京都精華学園     | 堀内桜花(京都精華学園№4・3年)      |
| 77 | 2024 | 東山             | 瀬川琉久(東山№5・3年)              | 京都精華学園     | 林咲良(京都精華学園№4・3年)        |

## 最優秀応援賞
第47回（2016年）から日本文化出版「月刊バスケットボール」と「日本バスケットボール協会」によるコラボ企画「最優秀応援賞」が創設されている。インターネット投票により大会を通じて最も応援が印象に残ったチームを決めて表彰する制度である。受賞チームは男子決勝戦終了後及び「月刊バスケットボール」誌上で発表される。
歴代最優秀応援賞チームは以下の通り。
| 回 | 年度 | 受賞チーム     |
| -- | ---- | -------------- |
| 47 | 2016 | 広島皆実(男子) |
| 70 | 2017 | 就実(女子)     |
| 71 | 2018 | 八雲学園(女子) |
| 72 | 2019 | 藤枝明誠(男子) |